# Problema del quadrat inscrit
La Conjectura de Toeplitz o problema del quadrat inscrit és un problema matemàtic del camp de la geometria encara sense resoldre. La seva formulació és la següent: Totes les corbes tancades simples del pla contenen els quatre vèrtexs d'un quadrat? Se sap que això és cert si la corba és convexa o per trams suau i en altres casos especials. El problema va ser proposat per Otto Toeplitz el 1911. Alguns resultats positius inicials van ser obtinguts per Arnold Emch i Lev Schnirelmann.

## Descripció
Sigui C una corba de Jordan, es diu que un polígon P està inscrit en C si tots els vèrtexs de P pertanyen a C. El problema quadrat inscrit, es pregunta:
Tota corba de Jordan admet un quadrat inscrit?
No cal que els vèrtexs del quadrat apareguin al llarg de la corba en un ordre particular.
Algunes figures, com el cercle i el quadrat, admeten un nombre infinit de quadrats inscrits, mentre que si C és un triangle obtús llavors admet exactament un quadrat inscrit.
El resultat més encoratjador fins ara es deu a Walter Stromquist, que va demostrar que cada corba simple d'un pla local monòton admet un quadrat inscrit. La condició és que per a qualsevol punt p, la corba C pot ser representada localment com un graf de la funció y = f(x). Més concretament, per a qualsevol punt p en C hi ha una zona propera U(p) tal que cap corda de C en aquesta zona és paral·lela a una direcció fixa n(p) (la direcció de la l'eix y). Les corbes localment monòtones inclouen totes les corbes convexes tancades i tots els trossos de la corba C ¹ sense cúspides.
La resposta afirmativa és també coneguda per les corbes centralment simètriques.

## Variants i generalitzacions
Hom es pot preguntar si altres formes poden ser inscrites en una corba de Jordan arbitrària. Se sap que per a qualsevol triangle T i una corba de Jordan  C, hi ha un triangle semblant a T inscrit en C. A més, el conjunt de vèrtex d'aquests triangles és dens en C. No només això, sinó que a més el conjunt de vèrtexs d'aquests triangles és dens a C. En particular, hi ha sempre un triangle equilàter inscrit. També es coneix que qualsevol corba de Jordan admet un rectangle inscrit.
Algunes generalitzacions del problema del quadrat inscrit consideren polígons inscrits en corbes i altres objectes continus en espais euclidians de dimensions superiors. Per exemple, Walter Stromquist va demostrar que tota corba tancada contínua C en R n que satisfaci la condició que no hi ha dos cordes de C perpendiculars en una zona propera, admet un quadrilàter inscrit amb costats iguals i diagonals iguals. Aquesta classe de corbes inclou totes les corbes C ². Jackob Nielsen i Steven Wright van demostrar que un continu simètric K en R n conté molts rectangles inscrits. I finalment, Heinrich W Guggenheimer va demostrar que cada hipersuperficie C 3-difeomorfa a l'esfera Sn-1 conté 2 n  vèrtexs d'un cub n regular euclidià.